# Destiny (zespół muzyczny)
Destiny – polski rockowy i punk rockowy zespół muzyczny pochodzący z Dolnego Śląska, założony w 2021 roku przez gitarzystę i wokalistę Kamila Matuszewskiego. Formacja zasłynęła z energetycznych występów na żywo, surowego brzmienia inspirowanego rockiem lat 80. i 90. oraz niezależnego podejścia do tworzenia muzyki.

## Historia
Destiny zostało założone w 2021 roku w Lubinie. Debiutancki singiel „Sleepless Nights” ukazał się w styczniu 2022 roku, a niedługo później wydany został drugi utwór pt. „Paranoia Street”. Oba spotkały się z dobrym odbiorem w undergroundowych mediach muzycznych.
W grudniu 2022 roku zespół wydał swój pierwszy album długo grający pt. „Whizzkid”, zawierający osiem autorskich kompozycji. Album był określany jako brudny, bezpretensjonalny i szczery manifest punkowej niezależności.
W 2023 roku Destiny zdobyło 2. miejsce oraz nagrodę publiczności podczas XV Jubileuszowego Zlotu Motocyklowego w Gwizdanowie, co zaowocowało występem jako support Kamila Bednarka. W czerwcu 2025 zespół wystąpił jako support Macieja Maleńczuka w Legnicy podczas wydarzenia organizowanego przez Legnicką Spółdzielnię Mieszkaniową.

## Skład zespołu

### Obecni członkowie
- Kamil Matuszewski – gitara, wokal (od 2021)
- Miłosz Abramczuk – gitara basowa (od 2021)
- Jakub Kulak – perkusja (30.06-01.07.2023, od 18.05.2024)
- Igor Noga – gitara (od 2025)

### Byli członkowie
- Dawid Opyrchał – gitara (2021–2023)
- Tomasz Ratka – perkusja (2021–2024)

## Styl muzyczny
Destiny łączy elementy punk rocka, grunge’u, hard rocka i muzyki alternatywnej. W ich brzmieniu słychać wpływy zespołów takich jak Green Day, Queens of the Stone Age czy IDLES, jednak grupa nie kopiuje stylistyki swoich inspiracji, a buduje własny, autentyczny przekaz oparty na buncie, emocjach i szczerości.

## Dyskografia

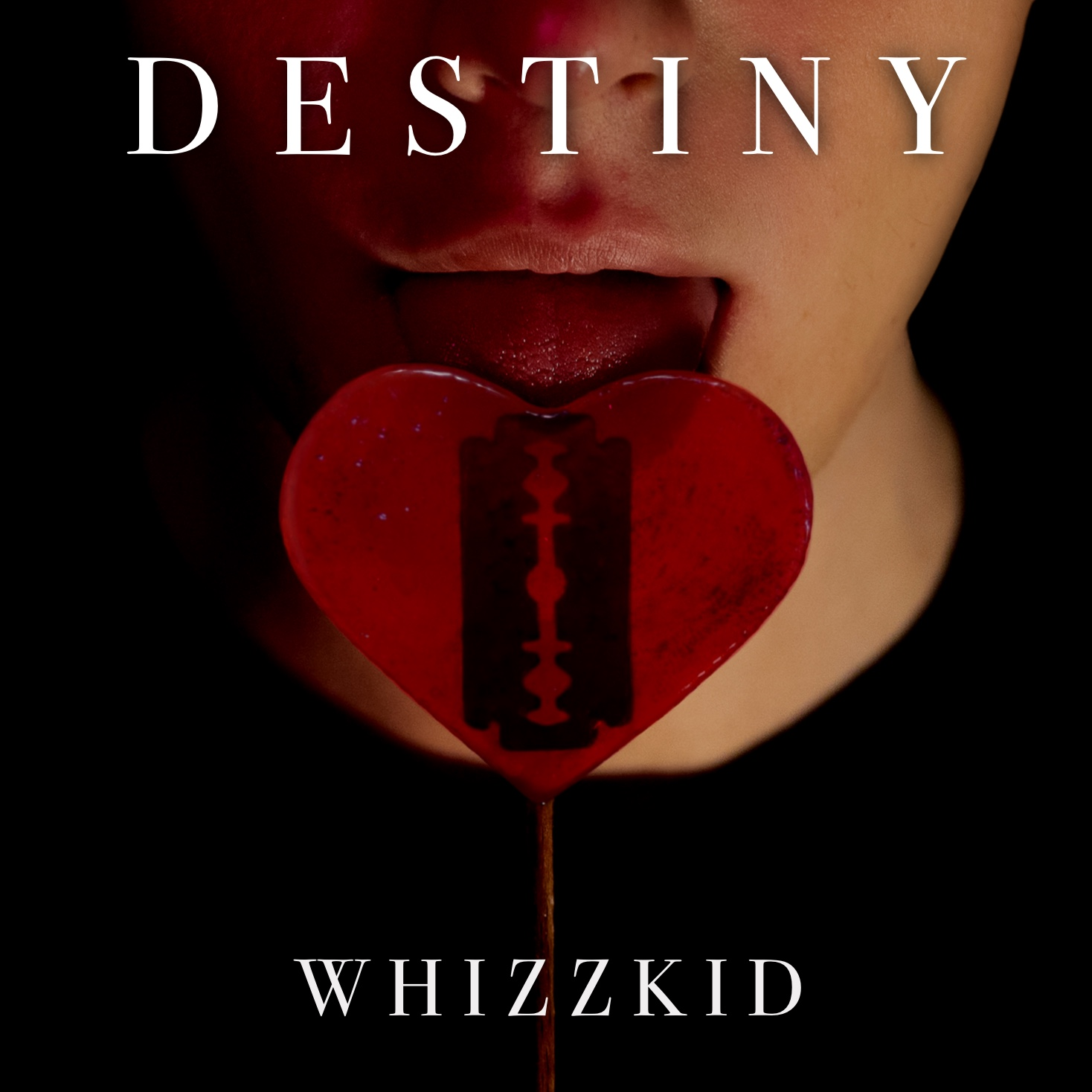
Okładka Albumu Whizzkid

### Albumy studyjne
- Whizzkid (2022, LOAMusic)

### Single
- „Sleepless Nights” (2022)
- „Paranoia Street” (2022)
- „Even The Dead Want To Breathe” (2024)[11][12][13]

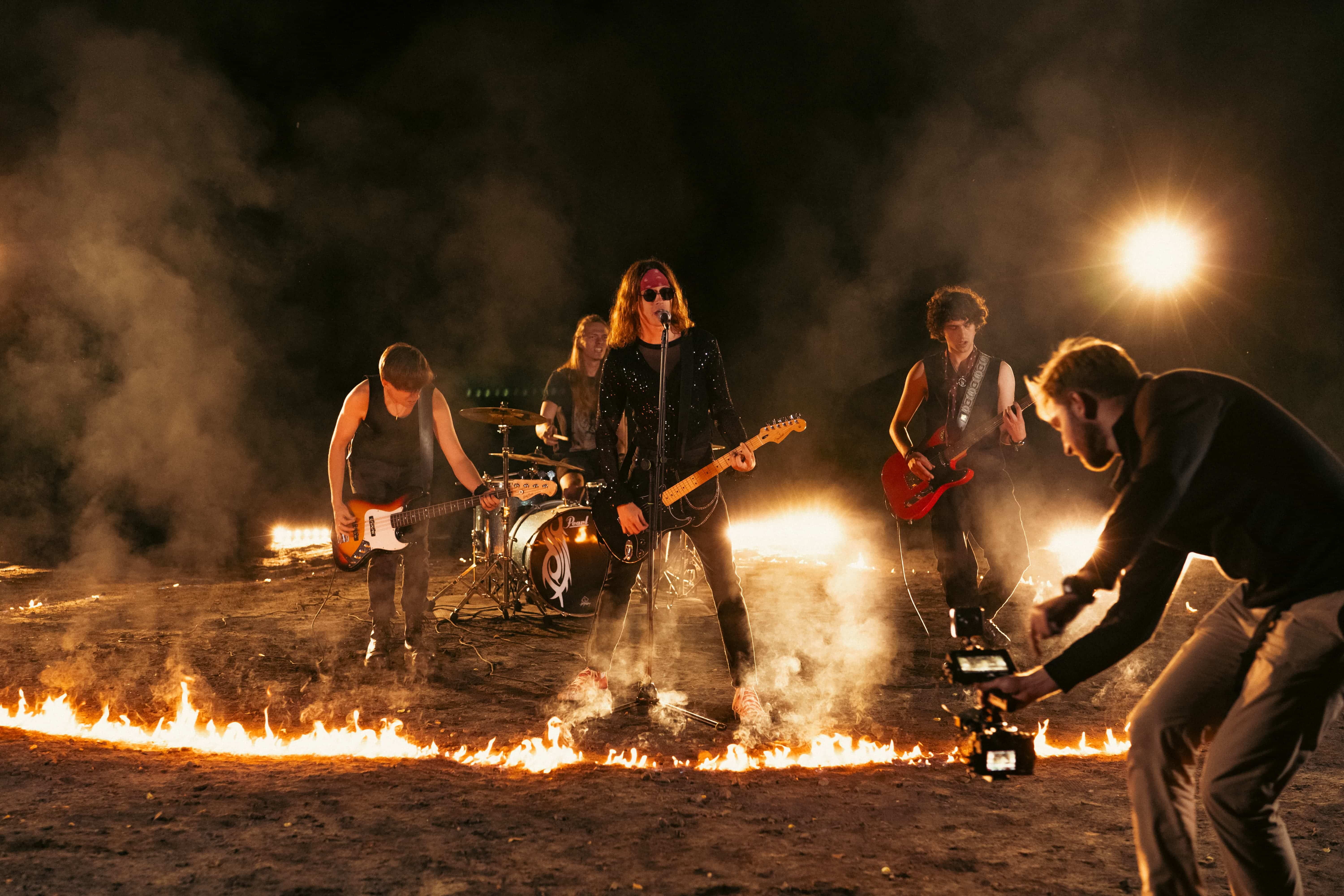
Zdjęcie z planu teledysku do utworu „Lover No. 23"

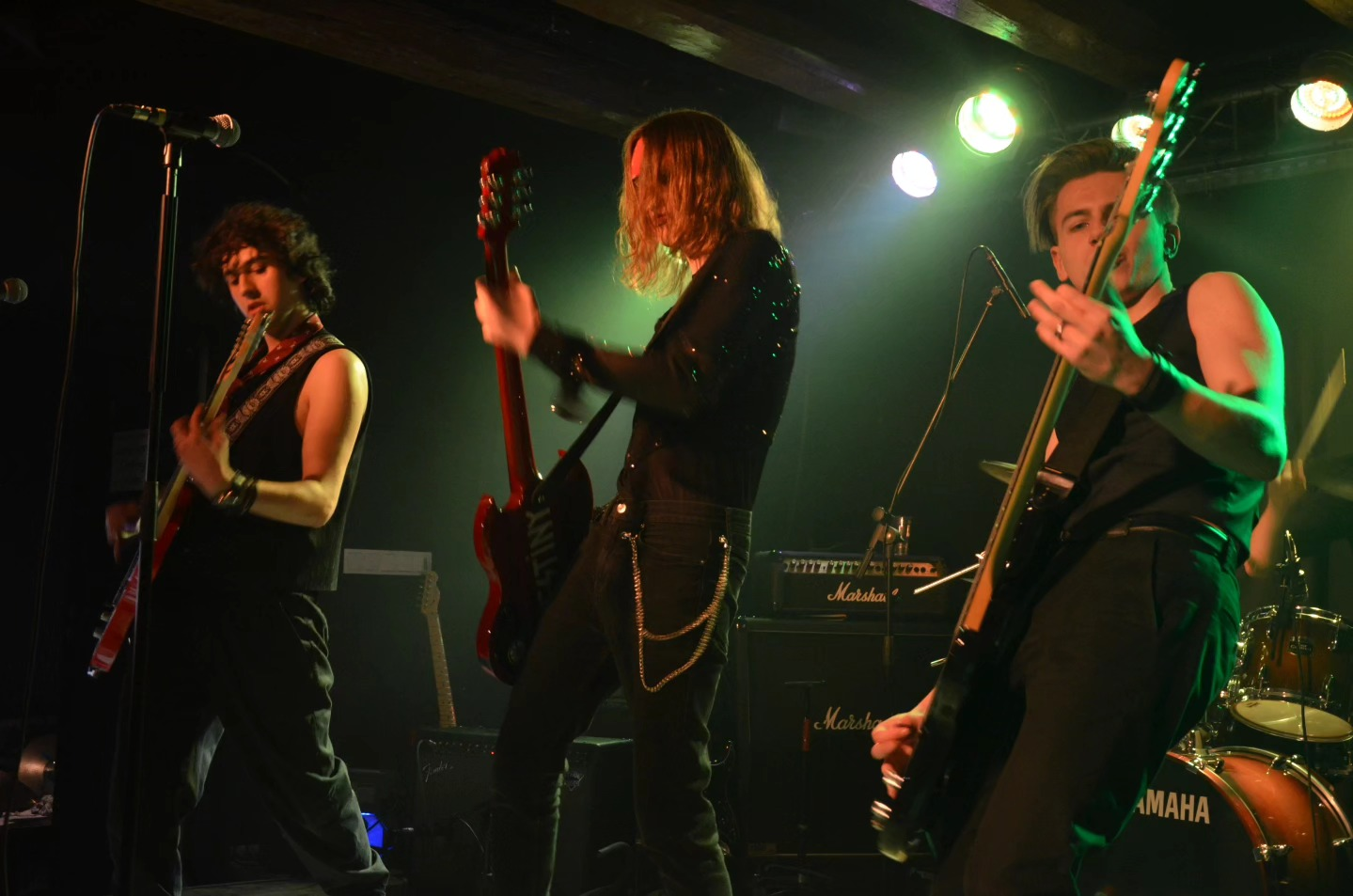
Destiny podczas koncertu we Wrocławiu

- „Lover No.23" (2025)[14][15][16][17][18][19][20]

## Teledyski
- „Sleepless Nights” (2022) – YouTube
- „Paranoia Street” (2022) – YouTube
- „Even The Dead Want To Breathe” (2024) – YouTube
- „Lover No.23" (2025) – YouTube

## Występy na żywo
Zespół zagrał kilkadziesiąt koncertów na terenie całej Polski. Występował m.in. w:
- Letnia Scena Stańczyka (Lubsko, 2025)
- Klub Alive (Wrocław)
- Klub Liverpool (Wrocław)
- Nietota (Wrocław)
- Niebo Cafe (Wrocław)
- Klub Ave Cezar (Lubin)
- Pub Euforia (Lubin)
- Przybij Piątaka (Lubin)
- Sala Spiżarnia (Legnica)
- Zamek Nadaje (Jawor)
- Cafe Noir (Zielona Góra)
- Krzywy Gryf (Szczecin)
- WOŚP (Polkowice, Głogów)

## Osiągnięcia
- 2. miejsce + nagroda publiczności – XV Jubileuszowy Zlot Motocyklowy (Gwizdanów, 2023)[21]
- 3 miejsce – 1. Otwarty Nadkaczawski Przegląd Zespołów Muzycznych (Prochowice)[22]
- 1 miejsce – Radio Wnet Polish Chart Sławek Orwat #307 („Midnight Tea”)
- 2 miejsce – Radio Wnet Polish Chart Sławek Orwat #311 („Lover No.23")
- 1 miejsce – Radio Akadera („Lover No.23")
- 2 miejsce – Fast Forward Chart Radio Aktywne („Lover No.23")

## Obecność w mediach

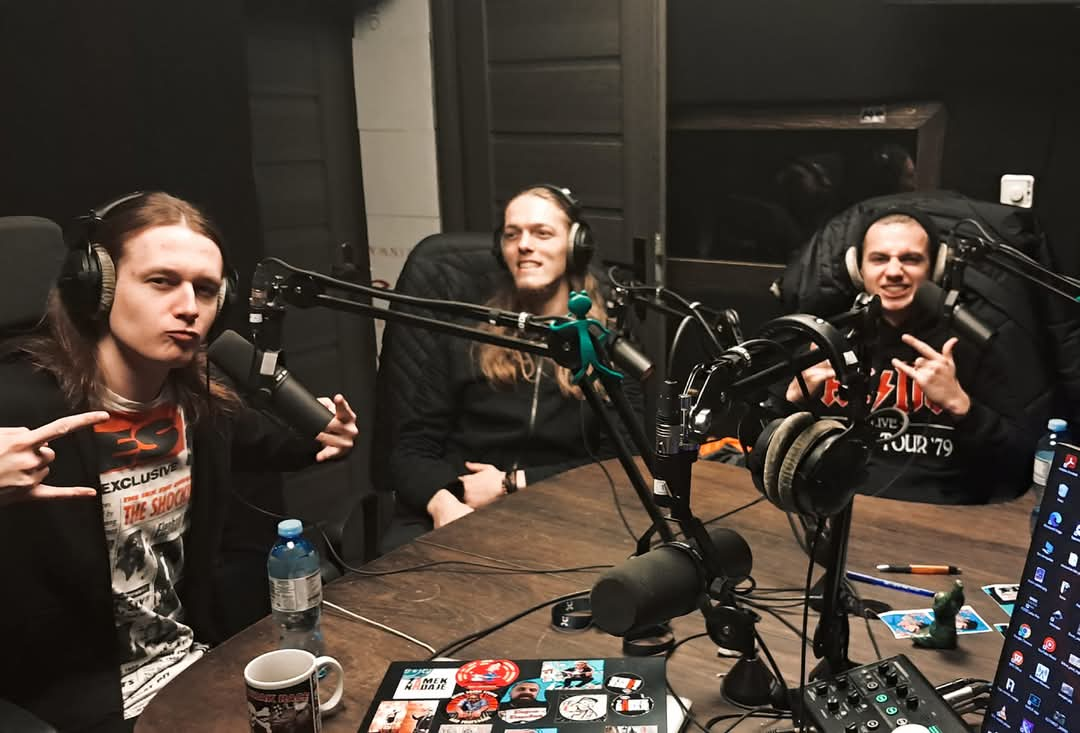
Destiny w Radio Zamek Nadaje

Zespół gościł w wielu stacjach radiowych i portalach muzycznych:
- Radio Wnet
- Radio Underground
- Radio Akadera
- Radio Elka
- Radio Bemowo
- Rock FM (Francja)
- Hit’s My Music (Francja)
- Antenna Web (Włochy)
- Rádio Rock SV (Słowacja)
- Radio Asymetria
- Radio DTR
- Radio Zamek Nadaje (Jawor)
- Nasze Radio (Wałbrzych)
- Wywiady z zespołem przeprowadzili m.in. Robert „Rob Son” Kubikowski (X-Stacja), Radio Zamek Nadaje Tomasz „Galik” Gala oraz Katarzyna Prałat-Idzik (Radio Elka).

## Recenzje i krytyka
Destiny został doceniony przez niezależne media za: autentyczne i surowe brzmienie, szczerą narrację i brak kalkulacji, łączenie punka z melodyjnym podejściem do kompozycji.
Cytaty z recenzji:

„EVEN THE DEAD WANT TO BREATH” zapowiada nowy materiał Destiny i... no cóż, ja już odliczam dni. Bo jeśli cała płyta będzie utrzymana w tej estetyce – mocnej, ale nie przeładowanej, chropowatej, ale nie niechlujnej – to mamy szansę dostać jeden z ciekawszych gitarowych albumów w Polsce ostatnich lat. Tak, w Polsce. Bo chociaż rock od dawna zszedł tu do podziemia, to wciąż się tli. A Destiny są jedną z tych iskier, które mogą na nowo rozniecić ogień.